# ナイフフィッシュ
ナイフフィッシュとは、
1. アロワナ目ナギナタナマズ科（オステオグロッスム目ノトプテルス科）に分類される魚の総称で、ナギナタナマズともいう。この項で後述。
2. デンキウナギ目に分類される魚の総称。デンキウナギで後述。

ナギナタナマズとは、アロワナ目・ナギナタナマズ科（オステオグロッスム目・ノトプテルス科）に分類される魚の総称。和名に「ナマズ」とは入っているものの、ナマズとは全く別の系統の魚であり、アロワナ目という名前通りアロワナの仲間にあたる古代魚である。
体は縦に平たく、背中がせり出し、尾の部分は上に向かってすこし反っており、尻びれと尾びれはくっついている。成体の体長は20cmほどのものから1m前後に達するものまで、種類によって差がある。
体が平たくナイフのようであることから、「ナイフフィッシュ」「フェザーバック」という英名がある。
デンキウナギ目の魚もナイフフィッシュと呼ばれるが、外見の類似に由来する呼称であり類縁関係は無い。基本的にはアロワナ目の魚と異なり鱗と背びれを欠くのがデンキウナギ目のナイフフィッシュの特徴だが、アフリカンナイフフィッシュのようにアロワナ目でも背びれが無い者もいる。またデンキウナギ目の魚は南米に分布するのに対し、アロワナ目の魚はアフリカと東南アジアに分布する。
川や池に生息し、大きな口で魚や甲殻類を捕食する肉食性の淡水魚である。日本では熱帯魚として輸入・飼育されるが、生息地では食用魚でもある。

## 分布
アフリカとアジアに分布する。アフリカ起源と考えられていたが、その移動経路が謎であった。近年のDNAに基づいた研究から、白亜紀におけるインド亜大陸の北上によってアフリカからアジアに移動したと示唆されている。

## おもな種類

### ナギナタナマズ科
- スポッテッド・ナイフフィッシュ（学名Chitala ornata）
- ロイヤル・ナイフフィッシュ（学名Chitala blanci）
- アフリカン・ナイフフィッシュ（学名Xenomystus nigri）

### デンキウナギ目
- グリーン・ナイフフィッシュ（学名Eigenmannia virescens）
- トランペット・ナイフフィッシュ（学名Rhamphichthys rostratus）